# Curbi (DJ)
Tobias Paul Curwen-Bingley más conocido como Curbi (Halstead, 27 de octubre  de 1998) es un DJ y productor discográfico británico especializado en house, bass house y future house . En 2014 consiguió fama internacional al lanzar su sencillo Discharge . Actualmente está firmado con Spinnin' Records .

## Carrera

### 2013-2014: primeros años en "Spinnin 'Records"
En 2013, Curbi comenzó a producir música electrónica. Para ello utilizó el programa FL Studio y publicó sus primeros temas en SoundCloud . En octubre de 2013, su csencillo Emotión se escuchó por primera vez en la radio durante el programa de presentación de la BBC. Pudo repetir este éxito en enero y abril de 2014 con los sencillos Restate, Steeper y Dime . Durante el año fundó su propio sello, Tackle Records . A finales de 2014 firmó un contrato discográfico con Spinnin' Records después de ser descubierto por el DJ y productor holandés Oliver Heldens .

### 2015: artistas emergentes de EDM
el día 27 El 1 de enero de 2015, su sencillo Discharge se estrenó en Heldeep Radio, el programa de radio presentado por Oliver Heldens. En 2. Su sencillo fue lanzado en Beatport en marzo de 2015 y alcanzó el puesto número 2 en la lista Beatport Top 100. También se lanzó un video musical en el canal de YouTube de Spinnin 'Records.  el 20 Su remix de Pep & Rash's Rumor fue lanzado en el Remix EP oficial del sencillo el 20 de abril. Un mes después, produjo un remix de 90's By Nature de Showtek, que se lanzó el 11 de noviembre. Fue lanzado en Beatport en mayo de 2015. 
el 15 El 2 de junio de 2015, Curbi lanzó sus siguientes dos sencillos Rubber y Steeper en Beatport. Rubber alcanzó el puesto número 12 en la lista Top 100, mientras que Steeper no llegó a la lista.  el 17 El 1 de agosto de 2015, co-lanzó Hoohah con Fox Stevenson . Los dos produjeron este sencillo durante un Spinnin' Writers Camp. Alcanzó el número 5 en las listas de Beatport. 
el 30 En octubre de 2015 siguió el sencillo Butterfly Effect, que produjo junto con el dúo de productores holandeses Bougenvilla. La pista alcanzó su punto máximo en el número 15 en las listas de Beatport.  En diciembre de 2015, fue nombrado como uno de los artistas de EDM de 2015 de Beatport. Luego, su canción Discharge fue relanzada en una muestra de Beatport. 

### 2016: EP debut
el 1 de enero de 2016, lanzó su primer EP en Spinnin 'Premium. Dos semanas después, el EP Fraternité también fue lanzado en Beatport, Spotify e iTunes .  el 22 En febrero de 2016, lanzó su próximo sencillo en solitario titulado 51 .  A las 6. Luego lanzó un nuevo sencillo llamado Triple Six en junio de 2016, que venía con un video musical que parece un videojuego. Curbi dijo que siempre ha sido su sueño crear su propio videojuego. el 7 En octubre de 2016, Curbi lanzó su nuevo sencillo Red Point . 

### 2017:ShinaiyBruh
El 2 de marzo de 2017, Curbi lanzó su nuevo sencillo Shinai . También en marzo de 2017 lanzó la canción Bruh con el DJ Mesto.

## Discografía

### EP
- 2016: Fraternité EP
- 2017: Dash EP
- 2018: Redlinet EP
- 2022: The Pattern EP

### Sencillos
2014
- Dime
- Steeper (con Ash O'Connor)

2015:
- Discharge
- Rubber
- Hoohah (con Fox Stevenson)
- Butterfly Effect (con Bougenvilla)

2016:
- Selection A (Fraternité EP)
- 100 Percent (Fraternité EP)
- Circus (Fraternité EP)
- 51
- Triple Six
- Red Point

2017:
- Shinai
- BRUH (feat. Mesto)
- Funki (Dash EP)
- Equals  (Dash EP)
- Some Shots (Dash EP)
- Insect (Dash EP)
- Let's Go (feat. Mike Williams, Lucas & Steve)
- LYM (feat. Hasse de Moor)
- RUDE

2018:
- Blow Up
- Booti
- Get Down (feat. Quintino)
- Polar
- Imma Show You (feat. Hasse de Moor)
- Playground
- Whip It

2019:
- ADHD (feat. Hasse de Moor)
- Spiritual(Mriya) (feat. Brooke Tomlinson)
- Redeem
- Flip It
- Too Much
- Don’t Stop (feat. RayRay)

2020:
- Feel (feat. Helen)
- Get It (feat. Cesqeaux)
- Alcoholic (feat. Hasse de Moor)
- Feel (feat. Helen)
- Take Me There (con Mike Williams)
- Jaw Drop
- Supwerpowers (feat. Helen)
- Navigator (con AC Slater)
- BB Got Me Like (mit RayRay)
- MOVE! (Brawl Stars Anthem)
- Lied To (con Jess Ball)

2021:
- Make Amends (mit Tchami & Kyan Palmer)
- Famous Last Words (con Moksi)
- Breathe
- Vertigo (feat. PollyAnna)
- The Drum (mit Mike Cervello)
- Seeing is Beleving
- What You Like
- Safe and Sound (The Pattern EP')
- Catharsis (Intro) (The Pattern EP')
- Echo (The Pattern EP')
- FCK (The Pattern EP')
- Open Your Mind (The Pattern EP')
- Show (The Pattern EP')
- Satisfying

2022:
- Losing Sleep (feat. helen)
- Crave The Bassline (con AC Slater)
- Deja Vu (con Mike Cervello)
- Flying
- Lose Our Minds (con Jess Ball)
- Now
- Bassline Rumble

2023:
- Rewind Reverse (con Mike Cervello)

### Remixes
2015:
- Pep & Rash – Rumors (Curbi Remix)
- Showtek feat. MC Ambush – 90’s By Natur (Curbi Remix)

2016:
- Cheat Codes feat. Dante Klein – Let Me Hold You (Turn Me On) (Curbi Remix)
- Eva Simons & Sidney Samson – Escape From Love (Curbi Remix)
- Felix Jaehn feat. Alma – Bonfire (Curbi Remix)
- Galantis – No Money (Curbi Remix)

2017:
- Gramercy – Changes (Curbi Remix)
- The Him feat. LissA – I Wonder (Curbi Remix)

2018:
- DJ Snake feat. Lauv – A Different Way (Curbi Remix)
- Martin Garrix & David Guetta feat. Jamie Scott & Romy Dya – So Far Away (Curbi Remix)
- Zedd & Maren Morris & Grey – The Middle (Curbi Remix)
- Steve Aoki feat. Ina Wroldsen – Lie to Me (Curbi Remix)
- NOTD & Felix Jaehn feat. Georgia Ku & Captain Cuts – So Close (Curbi Remix)

2019:
- Kris Kross Amsterdam, Ally Brooke, Messiah – Vámonos (Curbi Remix)
- Fox Stevenson – Brusies (Curbi Remix)
- Moksi & Chace – Doorman (Curbi Remix)

2021
- Nealeck y Sarah Rebecca - All My Heroes (Curbi Remix)
- Alan Walker y Imanbek - Sweet Dreams (Curbi Remix)

2022
- Kiesza y Nytrix - One More Time (Curbi Remix)

## Sitios Web
- Sitio oficial
- Curbi en Discogs